# Danai Gurira
Danai Jekesai Gurira (Grinnell, Iowa, 14 de febrer de 1978) és una actriu i dramaturga zimbabuesa estatunidenca, coneguda pel seu paper principal com a Michonne en la sèrie de drama i horror The Walking Dead de la cadena de televisió per cable AMC.
Danai Gurira va néixer a Grinnell, Iowa, filla de Josefina Gurira, bibliotecaria de la universitat, i Roger Gurira, professor del Departament de Química de la Universitat de Wisconsin-Platteville. Els seus pares van arribar als Estats Estats de Rhodèsia del Sud, ara Zimbabwe, el 1964. Danai és la més jove de quatre germans; Shingai i Choni són les seves germanes i Tara, el seu germà, que és quiropràctic. Gurira va viure a Grinnell fins al desembre de 1983, quan, als cinc anys, ella i la seva família es van traslladar de nou a Harare, Zimbabwe, després que el país va obtenir la independència.
Va assistir a l'escola secundària Dominicana Convent High School. Després, va tornar als Estats Units per estudiar al Macalester College, a Saint Paul, Minnesota, on es va graduar amb una llicenciatura en psicologia. Gurira també va obtenir un Mestratge en Belles Arts en l'actuació, a l'escola d'arts Tisch de la Universitat de Nova York.
El 2008, va aparèixer en el Global Green Sustainable Design Awards per a llegir una carta escrita per un nadiu de Nova Orleans desplaçat per l'huracà Katrina. Des de 2011, Gurira és co-fundadora d'Almasi, una organització a Zimbabwe dedicada a l'educació de les arts.

## Carrera
En 2006, va guanyar un Obie Award el Outer Critics Circle Award com a dramaturga i el Helen Hayes Award com a millor actriu per a off-Broadway en el continuum. El 2007, va participar en la pel·lícula The Visitor amb Richard Jenkins, per la qual va guanyar el Method Fest Film Festival com a millor actriu secundària. També va aparèixer en Ghost Town, 3 Backyards, My Soul to Take i Ciutat Restless i en Law & Order: Criminal Intent, Life on Mars i Law & Order.
En agost de 2009, Gurira va estrenar a Broadway l'espectacle Wilson's Play de Joe Turner. De 2010 a 2011, va aparèixer en la sèrie de drama de la HBO Treme.
En març de 2012, fou anunciat que l'actriu formaria part del grup d'actors de la sèrie dramàtica de la AMC The Walking Dead com a Michonne, en la tercera temporada. En 2012, ella va rebre el Whiting Writers' Award.
Gurira va ocupar un paper principal en la pel·lícula Mother of George, dirigit per Andrew Dosunmu, que es va estrenar en el Festival de Cinema de Sundance, en 2013, i per la que va rebre elogis de la crítica pel seu treball.

## Filmografia

### Cinema
| Any  | Títol                          | Paper                   | Notes         |
| ---- | ------------------------------ | ----------------------- | ------------- |
| 2007 | The Visitor                    | Zainab                  |               |
| 2008 | Ghost Town                     | Assorted ghost          |               |
| 2010 | 3 Backyards                    | Dona amb vestit blau    |               |
| 2010 | My Soul to Take                | Jeanne-Baptiste         |               |
| 2011 | Restless City                  | Sisi                    |               |
| 2013 | Mother of George               | Adenike Olumide Balogun |               |
| 2017 | All Eyez on Me                 | Afeni Shakur            | [ 13 ] [ 14 ] |
| 2018 | Black Panther                  | Okoye                   |               |
| 2018 | Avengers: Infinity War         | Okoye                   |               |
| 2019 | Avengers: Endgame              | Okoye                   |               |
| 2022 | Black Panther: Wakanda Forever | Okoye                   |               |

### Televisió
| Any             | Títol                               | Paper                | Notes            |
| --------------- | ----------------------------------- | -------------------- | ---------------- |
| 2004            | Law & Order: Criminal Intent        | Marei Rosa Rumbidzai | 4x09             |
| 2009            | Life on Mars                        | Angela               | 1x12             |
| 2009            | Law & Order                         | Courtney Owens       | 20x11            |
| 2010            | American Experience                 | Sarah Steward        | 22x04            |
| 2010            | Lie to Me                           | Michelle Russo       | 2x20             |
| 2010–2011       | Treme                               | Jill                 | 6 episodis       |
| 2012–2020; 2022 | The Walking Dead                    | Michonne Hawthorne   | 91 episodis      |
| 2021            | What If...?                         | Okoye                | 3 episodis (Veu) |
| 2024            | The Walking Dead: The Ones Who Live | Michonne Hawthorne   | 6 episodis       |